# Franz Weinitz
Franz Weinitz (* 15. September 1855 in Berlin; † 18. November 1930 ebenda) war ein deutscher Kunsthistoriker.

## Leben und Wirken
Franz Weinitz studierte Geschichte und Kunstgeschichte in Heidelberg, München Straßburg und Leipzig und wurde 1882 in Geschichte an der Universität Heidelberg promoviert. 1884/85 hielt er sich zu weiteren Studien in Paris auf. 1885 ließ er sich in Berlin nieder und war bis 1888 als wissenschaftlicher Hilfsarbeiter an der Nationalgalerie tätig. Danach betätigte sich Weinitz als Privatgelehrter. 1893/94 unternahm Weinitz eine Weltreise, die ihn nach Chicago, San Francisco, Hawaii, Japan, China, Indien sowie Ägypten führte. Im Februar 1905 erhielt er den Ehrentitel Professor.
Weinitz beschäftigte sich auch mit der Geschichte des Brandwesens in Berlin, lange Zeit gehörte er der Redaktion der Zeitschrift Feuer und Wasser an. 1901 organisierte er die historische Abteilung der internationalen Ausstellung für Feuerschutz- und Feuer-Rettungswesen in Berlin.
Seit 1892 war Weinitz Mitglied des Vereins für die Geschichte Berlins, dessen Fidicin-Medaille er 1908 erhielt; 1925 wurde er Ehrenmitglied des Vereins. Seit 1889 war er zudem Mitglied der Gesellschaft für Erdkunde.

## Veröffentlichungen (Auswahl)
- Der Zug des Herzogs von Feria nach Deutschland im Jahre 1633. Ein Beitrag zur Geschichte des dreißigjährigen Krieges. Winter, Heidelberg 1882 (Dissertation; Digitalisat) (Google Books)..
- Des Don Diego de Aedo y Gallart Schilderung der Schlacht von Nördlingen (i. J. 1634). Aus dessen Viaje del Infante Cardenal Don Fernando de Austria übersetzt und mit Anmerkungen versehen. Trübner, Straßburg 1884 (Digitalisat).
- Theodor Hosemann. Eine kunstgeschichtliche Studie zur Erinnerung an die neunzigste Wiederkehr des Tages seiner Geburt. (= Schriften des Vereins für die Geschichte Berlins 34, 1). Verlag des Vereins für die Geschichte Berlins 1897
- Die alte Garnisonkirche in Berlin. Ein geschichtlicher Abriss nebst Schilderung ihrer Zerstörung durch den Brand am 13. April 1908. Günther, Berlin 1908.
- Berliner Brandchronik. Bemerkenswerte Brände aus alter und neuer Zeit. Zusammengestellt nach Jahr, Tag und Brandstelle. Berlin 1910.
- Johann Jacobi. Der Gießer des Reiterdenkmals des Großen Kurfürsten in Berlin. Sein Leben und seine Arbeiten. (= Mitteilungen des Vereins für Geschichte und Altertumskunde zu Bad Homburg 14). Steinhäusser, Bad Homburg 1914.